# Allegro sostenuto de Lachenmann
Allegro sostenuto est une pièce pour trio avec clarinette (et clarinette basse) en si bémol, violoncelle et piano composée par Helmut Lachenmann de 1986 à 1988 commandée par et dédiée au clarinettiste Eduard Brunner.

## Histoire
La note de programme indique :
« Ainsi que dans une œuvre composée précédemment pour piano et orchestre, le matériau musical se définit ici aussi par la médiation entre les catégories « résonance » d'une part (variantes tenuto entre une sonorité secco et un « laisser vibrer » naturel ou artificiel) et « mouvement » d'autre part. Ces deux aspects du son se rencontrent dans la représentation de la structure comme un arpegio ambivalent multiple, c'est-à-dire comme processus éprouvé de construction, déconstruction, transformation successif qui nous est communiqué comme un geste figuratif, à la fois sur une période très restreinte et en projection sur des périodes plus importantes.
Forme et expression résultent de confrontations qui se succèdent en six zones :
1. une grande séquence d'ouverture qui utilise la totalité de l'espace des sonorités graves : des cantilènes legato composées de simples prolongements de la sonorité, c'est-à-dire des champs de résonance naturels ou artificiels, directes et indirectes, quasiment « faux » dont le dernier se termine sur une cadence (« arrêt » / « stillstand » : concept typique par lequel résonance et mouvement se joignent aux extrêmes) ;
2. un jeu multiple très varié de sons très secs gradués entre secchissimo et une longue sonorité soutenue;
3. la partie Allegro proprement dite, dans laquelle la résonance semble se figer comme mouvement avec une grande vitesse (ou inversement) ;
4. interrompu et détourné par une sorte d'« hymne vidé », récitatif consistant en appels qui se propagent dans des espaces de résonance différente et parfois dans des « espaces sourds » ;
5. retrouvant un mouvement, en escalade et s'agrippant ainsi aux limites de la violente sonorité instrumentale perforée ;
6. finissant, pour ainsi dire, à travers une cadence finale consistant en mélanges de timbres à l'intérieur desquels résonance et mouvement fusionnent à nouveau. »

## Discographie
- Helmut Lachenmann : Wiegenmusik; Pression (de) ; Dal niente ; Allegro sostenuto - Pierre-Laurent Aimard ; Pierre Strauch ; Alain Damiens (1003, Accord  202082, 1994)